# Olympic & Sports Museum Joan Antoni Samaranch
Het Olympic & Sports Museum Joan Antoni Samaranch (Museu Olímpic i de l'Esport Joan Antoni Samaranch) is een interactief museum over sport vanuit al zijn invalshoeken (Olympische sport, topsport, recreatieve sport, sport voor gehandicapten).
Het museum opende op 21 maart 2007 de deuren nabij het Lluís Companys Olympic Stadium op de Montjuïc. Het museum werd in 2010 naar Juan Antonio Samaranch vernoemd, die directeur van het olympische comité was van 1980 tot 2001 en sleutelfiguur tijdens de Olympische zomerspelen van 1992 die in Barcelona plaatsvonden.
Het museum is tevens de hoofdafdeling van de Olympische Stichting Barcelona die het museum uitbaat.